# كريس فينش (كرة سلة)
كريس فينش (بالإنجليزية: Chris Finch) مواليد 11 يونيو 1969 في كامبردج، هو مدرب كرة سلة أمريكي ولاعب سابق. يدرب فريق دنفر ناغتس في الرابطة الوطنية لكرة السلة. لعب مع شفيلد شاركس في دوري كرة السلة البريطاني.

## روابط خارجية
- كريس فينش على موقع كرة السلة الأوروبية.كوم (الإنجليزية)
- كريس فينش على موقع سبورتس رفرنس (الإنجليزية)
- كريس فينش على موقع أوليمبيديا (الإنجليزية)